# 閻性聖
閻性聖（16世紀—17世紀），字亦人，河南汝寧府光州固始縣人，明朝政治人物。

## 生平
閻性聖是天啟四年（1624年）甲子科舉人，崇禎元年（1628年）成進士，獲授大理寺評事，處事平穩。之後他升任御史巡視北城，公正處置魏閹餘黨，又上陳總兵左良玉驕縱驃悍、殺良冒功、貪婪不法，令對方收斂；調任浙江溫處道副使，在任內去世。

## 引用
1. 1 2  康熙《光州志·卷五十二·仕賢列傳三》：閻性聖，字亦人，固始人，崇禎戊辰進士。初授大理寺評事，廷尉稱平，擢御史巡視北城，是時魏閹餘黨猶熾，性聖執法不阿；京城有驄馬復來之歌，總兵左良玉驕悍不戢，所至為患，性聖劾其殺良肙功，貪婪不法，良玉畏斂。後歷溫處道，卒官。 節舊志
2. ↑  康熙《光州志·卷四十·選舉志中》：（天啟）甲子科（舉人）有……閻性聖…… 俱固始人